# Breckenridge, Minnesota
Breckenridge är administrativ huvudort i Wilkin County i den amerikanska delstaten Minnesota. Avsikten var att orten skulle heta Breckinridge efter politikern John Cabell Breckinridge men av någon orsak togs en annorlunda stavning i bruk. Ortnamnet hedrar trots detta USA:s 14:e vicepresident.

## Kända personer från Breckenridge
- Chuck Klosterman, journalist och författare
- Gerry Sikorski, politiker